# Great Busby
Great Busby is een civil parish in het bestuurlijke gebied Hambleton, in het Engelse graafschap North Yorkshire.